# 高倉町 (八王子市)
高倉町（たかくらまち）は、東京都八王子市の地名である。丁番を持たない単独町名であり、住居表示未実施区域。郵便番号は192-0033（八王子郵便局管区）。

## 地理
八王子市東部の日野台地西端に位置する。東で日野市日野台・さくら町、南で日野市旭が丘、西で大和田町、西北で石川町と隣接する。東西を甲州街道が走り、西部の高倉町西交差点で日野バイパスが合流する。北部は北八王子工業団地の一部となっており、工業地帯となっている。

### 地価
住宅地の地価は、2014年（平成26年）1月1日の公示地価によれば、高倉町60番3外の地点で16万4000円/m2となっている。

## 歴史

### 町名の由来
江戸時代からあった小字「高倉野」による。

### 沿革
- 1889年（明治22年）4月1日 - 町村制施行により、神奈川県南多摩郡粟ノ須村が大和田村、北大谷村、宇津木村、石川村、北平村、西中野村が合併し小宮村（1934年に町制施行し小宮町）が成立する。
- 1920年（大正10年）頃 - 農家の原善助によって高倉大根が作出される。
- 1941年（昭和16年）10月1日 - 小宮町が八王子市へ編入。
- 1943年（昭和18年）7月1日 - 旧小宮町大字日野・粟ノ須の各一部区域が高倉町となる。

## 特産

### 高倉大根
高倉町特産の大根。1920年（大正10年）頃、小宮町の篤農家の原善助によって、練馬尻細大根とみの早生大根を交雑させて作出されたといわれている。1947年（昭和22年）には東京都農業会主催の「主要食糧農産物増収共進会」で一等に入賞し、耐病性に大変優れた品種として脚光を浴びた。同年、高倉大根採種組合が結成され、広く普及が図られるとともに、1951年（昭和26年）には商標登録され、「早太り練馬」に次ぐ二番目の大根品種として登録されることとなった。沢庵漬けにすると特に味がよいことで知られ、現在では高倉大根を干すさまは、「八王子八十八景」の一つに数えられている。

### 高倉ピーマン
昭和30年代、原善助によって作出された極早生種のピーマン。

## 世帯数と人口
2017年（平成29年）12月31日現在の世帯数と人口は以下の通りである。
| 町丁   | 世帯数    | 人口    |
| ------ | --------- | ------- |
| 高倉町 | 1,591世帯 | 3,394人 |

## 小・中学校の学区
市立小・中学校に通う場合、学区は以下の通りとなる。
| 番地      | 小学校               | 中学校               |
| --------- | -------------------- | -------------------- |
| 1〜28番地 | 八王子市立第八小学校 | 八王子市立第一中学校 |
| その他    | 八王子市立高倉小学校 | 八王子市立第一中学校 |

## 交通

### 道路・橋梁
- 国道20号（日野バイパス・甲州街道）
- 東京都道256号八王子国立線（甲州街道）

### 路線バス
- 京王電鉄バス
  - 日野駅・豊田駅〜高倉町〜八王子駅北口

## 施設

### 教育
- 東京都立八王子東高等学校

### 郵便局
- 八王子高倉郵便局

### 商業
- コープとうきょう高倉店
- セキド高倉店
- サンドラッグ八王子高倉店
- スーパーアルプス高倉店
- コナカ八王子高倉店
- マツモトキヨシ八王子高倉店
- 洋服の青山八王子高倉店
- オーケー北八王子店
- リンガーハット八王子高倉店
- 丸亀製麺八王子高倉店
- セブン-イレブン八王子高倉町店
- YSP八王子
- サイゼリヤ八王子高倉店
- パチンコビーム高倉
- 八王子高倉水素ステーション
- 業務スーパー高倉店
- ネッツトヨタ多摩日野バイパス店
- 三菱ふそうトラックバス八王子支店
- オリンパス技術開発センター
- BASEL高倉店
- 高倉町珈琲八王子店 - 高倉町珈琲発祥の店、1号店[10]。

### 企業
- アジレント・テクノロジー日本法人本社

### 公園・神社・寺院
- 高倉公園
- 高倉稲荷神社